# Santa Cruz (kommun i Brasilien, Pernambuco)
Santa Cruz är en kommun i Brasilien.   Den ligger i delstaten Pernambuco, i den östra delen av landet, 1 200 km nordost om huvudstaden Brasília. Antalet invånare är 13 594.
Omgivningarna runt Santa Cruz är huvudsakligen savann. Runt Santa Cruz är det glesbefolkat, med 9 invånare per kvadratkilometer.